# 名古屋市立供米田中学校
名古屋市立供米田中学校（なごやしりつ くまいでんちゅうがっこう）は、名古屋市中川区供米田二丁目にある公立中学校。

## 歴史
1982年（昭和57年）4月1日、名古屋市立富田中学校から分離独立し、名古屋市立供米田中学校として創立された。校名は地名より採られており、一説には熱田神宮に奉納する田があったことに由来するという。

### 生徒数の変遷
『愛知県小中学校誌』（2018年）によると、生徒数の変遷は以下の通りである。
| 1982年（昭和57年） | 774人 |  |
| 1987年（昭和62年） | 779人 |  |
| 1997年（平成9年）  | 559人 |  |
| 2007年（平成19年） | 555人 |  |
| 2017年（平成29年） | 558人 |  |

## 部活動
部活動として、2018年（平成30年）度は、サッカー部（男女）、野球部（男女）、バレーボール部（女子）、バスケットボール部（男子部・女子部）、ソフトテニス部（男子部・女子部）、演劇部（男女）、音楽部（男女）、茶道部（男女）、書道部（男女）、美術部（男女）、ものづくり部(男女)がそれぞれ活動した　また、サッカー部は平成29年度に、愛知県代表として東海総合体育大会にも出場した。。

## 通学区域
所管する名古屋市教育委員会は、2018年（平成30年）9月1日現在、戸田小学校区と豊治小学校区を通学区域として指定している。

## 交通アクセス
- 近鉄名古屋線 戸田駅が最寄り駅である[WEB 3]。

### WEB
1. ↑  “部活動”.   名古屋市立供米田中学校. 2018年11月17日閲覧。
2. ↑  名古屋市教育委員会事務局総務部教育環境計画室計画係 (2018年4月1日). “名古屋市立中学校区一覧　（小→中）” (PDF).   名古屋市. 2018年11月17日閲覧。
3. ↑  名古屋市役所教育委員会事務局総務部企画経理課企画統計係 (2018年9月18日). “中川区の小・中学校一覧”.   名古屋市. 2018年11月14日閲覧。

### 文献
1. 1 2  中川区制50周年記念誌編集委員会1987, p. 439.
2. ↑  六三制教育七十周年記念 愛知県小中学校誌 合同記念誌編集特別委員会 2018, p. 235.